# Semion Tcheliouskine
Pour les articles homonymes, voir Tcheliouskine.
Semion Ivanovitch Tcheliouskine (en russe : Семен Иванович Челюскин) (c. 1700 – 1764) est un explorateur polaire et un officier de marine russe.

## Biographie
Tcheliouskine est né dans une famille de la petite noblesse de la région de Kalouga. Il se passionne dans son enfance pour les récits de voyages et entre en 1714 à l’École de mathématiques et de navigation de Moscou puis incorpore l'Académie navale dont il sort diplômé en février 1726. Il est d'abord pilote adjoint au service de la Flotte de la Baltique en 1726 et par la suite est promu navigateur (1733).
Tcheliouskine est choisi pour la deuxième Grande expédition du Nord au Kamtchatka, commandée par Vitus Béring, à laquelle il participe jusqu'en 1743. Il prend part à des expéditions, dirigée par Vassili Prontchichtchev, son ami d'enfance puis, après la mort de ce dernier, de Khariton Laptev avec qui il sympathise.
Le 17 mars 1741, Laptev l'envoie longer la côte pendant que Nikifor Tchekine, parti le 22 avril, doit suivre la côte orientale et rejoindre Tcheliouskine à la Taïmyra. Lui, parti deux jours après Tchekine doit parvenir au même point en passant par le lac Taïmyr. En skis, Laptev arrive le premier et part au devant de Tchekine mais, en raison des difficultés, revient en arrière pour retrouver Tcheliouskine. La rencontre a lieu le 1er juin. Ils rentrent alors ensemble à Doudinka à l'embouchure de l'Ienisseï et ont la surprise d'y rencontrer Tchekine. Celui-ci, aveuglé, avait décidé de rebrousser chemin
Tcheliouskine décrit la côte occidentale depuis la péninsule de Taïmyr jusqu'à la baie de Middendorff, puis de l'embouchure de la Piassina jusqu'à celle de l'Ienisseï. Durant l'hiver 1741-1742, il voyage (il part le 5 décembre 1741 de Novaïa Mangazeïa avec trois soldats) de Touroukhansk à l'embouchure de la Khatanga, décrivant la côte nord de la péninsule de Taïmyr, du cap Faddeï à l'est (atteint le 1er mai) jusqu'à l'embouchure du fleuve Taïmyr à l'ouest. Tcheliouskine trouve le point le plus au nord de l'Eurasie, qu'Alexander von Middendorff nomme en 1843 le cap Tcheliouskine. Il est de retour à Novaïa Mangazeïa le 20 juillet. Son exploit passe inaperçu jusqu'à ce que Middendorff en prouve la réalité en 1843.
Promu lieutenant en 1745, il devient commandant des yachts de la cour. Il quitte la Flotte de la Baltique avec le grade de capitaine en 1760.
Dans les années 1930, l'Union soviétique exploite un navire à vapeur, construit au Danemark en 1933, et qui porte le nom de Tcheliouskine. Ce navire fait naufrage dans la banquise en 1934, mais son équipage est sauvé par une expédition de secours dans laquelle s'illustre le pilote Mikhaïl Vodopianov.